# Onjuku
Onjuku (御宿町?) è una cittadina giapponese della prefettura di Chiba.